# 貝魯特體育俱樂部
（直译：「Beirut Sports Club」）是位於黎巴嫩貝魯特拉斯贝鲁特的體育俱樂部，成立於1934年。
2024年貝魯特體育先在黎巴嫩籃球聯賽奪下隊史第31座冠軍金盃，並以西亞超級聯賽冠軍身分取得亞洲籃球冠軍聯賽的參賽資格，最終在亞洲籃球冠軍聯賽收下冠軍寶座，獲取FIBA洲際盃的參賽資格。2025年貝魯特體育在西亞超級聯賽海灣聯賽以八場全勝之姿晉級西亞超級聯賽八強賽，八強賽則以五戰全勝完成西亞超級聯賽二連霸，取得2025年亞洲籃球冠軍聯賽參賽資格。